# Шанханайський сільський округ
Шанхана́йський сільський округ (каз. Шанханай ауылдық округі, рос. Шанханайский сельский округ) — адміністративна одиниця у складі Кербулацького району Жетисуської області Казахстану. Адміністративний центр — село Шанханай.
Населення — 3003 особи (2021; 4036 у 2009, 4299 у 1999, 5741 у 1989).
Станом на 1989 рік існували Коянкозька сільська рада (село Коянкоз) та Шанханайська сільська рада (села Майтобе, Шанханай).

## Склад
До складу округу входять такі населені пункти:
| Населений пункт | Населення, осіб (1989) | Населення, осіб (1999) | Населення, осіб (2009) | Населення, осіб (2021) |
| --------------- | ---------------------- | ---------------------- | ---------------------- | ---------------------- |
| Коянкоз, село   | 2038                   | 1446                   | 1239                   | 902                    |
| Майтобе, село   | 789                    | 489                    | 442                    | 263                    |
| Шанханай, село  | 2914                   | 2364                   | 2355                   | 1838                   |